# Оседлавший кита
«Оседлавший кита» (англ. Whale Rider) — фильм режиссёра Ники Каро по книге маорийского писателя Вити Ихимаэра. Главную роль девушки из племени маори по имени Паикея «Паи» Апирана исполнила новозеландская актриса Кейша Касл-Хьюз, которая за свое перевоплощение в своё время стала самой юной номинанткой на награду Американской академии «Оскар» в категории «Лучшая актриса».

## Сюжет
Фильм о жизни маори, коренного населения Новой Зеландии, в наше время.
Много веков назад вождь Кахутиа Те Рани, спасённый огромным китом от убийства, принял имя своего спасителя — Паикеа, остался жить на новых землях и обзавёлся семейством. Спустя время вождь племени Уангара Коро озабочен поиском наследника. Его единственный сын умер, не стало и любимой жены. Есть только дочь Пай, но по правилам племени она не может наследовать трон отца. По крайней мере, если не станет китовым наездником. А на это, как считают в племени, способны лишь мужчины.

## В ролях
| Актёр           | Роль                 |
| --------------- | -------------------- |
| Кейша Касл-Хьюз | Пай, Паикеа (внучка) |
| Равири Паратене | Коро (дед)           |
| Вики Хофтон     | Нанни Флауэрс        |
| Клифф Кертис    |                      |
| Рэйчел Хаус     | Шило                 |
| Тэмми Дэвис     |                      |

## Награды
- 9 национальных премий, в том числе за лучший фильм и режиссуру
- Премия Британской киноакадемии за лучший иностранный фильм
- 2 приза МКФ в Сиэтле — Лучшая режиссура, Лучший фильм
- Приз МКФ в Торонто, Сан-Паулу, Маниле
- Приз зрительских симпатий МКФ в Сан-Франциско и Роттердаме